# Isabela Skotská
Isabela Skotská (anglicky Isabella Stewart, francouzsky Isabelle Stuart 1425/1427? – 1494/1499?, Vannes) byla bretaňská vévodkyně ze skotské královské dynastie Stuartovců.

## Život
Narodila se jako dcera skotského krále Jakuba a Johany, dcery Jana Beauforta, hraběte ze Somersetu.
V roce 1442 se provdala za bretaňského vévodu Františka I. (1414–1450). Po smrti svého muže žila dál v Bretani, i když ji její bratr Jakub II. Skotský přesvědčoval, aby se vrátila do Skotska, kde pro ni chtěl najít nového ženicha. Zemřela patrně roku 1494 a byla pohřbena v katedrále sv. Petra ve Vannes.

## Děti
Z manželství trvajícího osm let se narodily dvě dcery:
- Markéta (ok. 1443–1469) ~ František II. Bretaňský
- Marie (ok. 1446–ok. 1511) ~ Jan II. z Rohanu